# Istanbul Cup 2020
L'Istanbul Cup 2020, anche conosciuto come TEB BNP Paribas Tennis Championship İstanbul per motivi di sponsorizzazione, è stato un torneo di tennis giocato sulla terra rossa. È stata la 13ª edizione dell'Istanbul Cup, che ha fatto parte della categoria International nell'ambito del WTA Tour 2020. Si è giocato alla Koza World of Sports di Istanbul in Turchia, dal 7 al 13 settembre 2020.

## Partecipanti

### Teste di serie
| Nazionalità | Giocatrice          | Ranking* | Testa di serie |
| ----------- | ------------------- | -------- | -------------- |
| Russia      | Svetlana Kuznecova  | 34       | 1              |
| Svezia      | Rebecca Peterson    | 48       | 2              |
| Slovenia    | Polona Hercog       | 49       | 3              |
| Francia     | Caroline Garcia     | 50       | 4              |
| Regno Unito | Heather Watson      | 54       | 5              |
| Belgio      | Alison Van Uytvanck | 60       | 6              |
| Kazakistan  | Zarina Dijas        | 69       | 7              |
| Giappone    | Misaki Doi          | 81       | 8              |

* Ranking al 31 agosto 2020.

### Altre partecipanti singolare
Le seguenti giocatrici hanno ricevuto una wild card per il tabellone principale:
- Çağla Büyükakçay
- Berfu Cengiz
- Pemra Özgen

Le seguenti giocatrici sono entrate in tabellone come ranking protetto:
- Kateryna Bondarenko
- Anna Karolína Schmiedlová

Le seguenti giocatrici sono passate dalle qualificazioni:

- Eugenie Bouchard
- Ellen Perez
- Olga Danilović
- Tereza Martincová

### Ritiri
Prima del torneo
- Marie Bouzková → sostituita da  Kateryna Bondarenko
- Sorana Cîrstea → sostituita da  Greet Minnen
- Hsieh Su-wei → sostituita da  Patricia Maria Țig
- Veronika Kudermetova → sostituita da  Margarita Gasparyan
- Magda Linette → sostituita da  Aliaksandra Sasnovich
- Elise Mertens → sostituita da  Katarina Zavatska
- Kristina Mladenovic → sostituita da  Jasmine Paolini
- Jeļena Ostapenko → sostituita da  Viktória Kužmová
- Yulia Putintseva → sostituita da  Stefanie Vögele
- Anastasija Sevastova → sostituita da  Kaja Juvan
- Laura Siegemund → sostituita da  Viktoriya Tomova
- Ajla Tomljanović → sostituita da  Danka Kovinić
- Tamara Zidanšek → sostituita da  Anna Karolína Schmiedlová

## Punti
| Evento    | V   | F   | SF  | QF | 2T   | 1T | Q    | Q2   | Q1   |
| Singolare | 280 | 180 | 110 | 60 | 30   | 1  | 18   | 12   | 1    |
| Doppio    | 280 | 180 | 110 | 60 | N.D. | 1  | N.D. | N.D. | N.D. |

## Montepremi
| Evento    | V        | F        | SF      | QF      | 2T      | 1T      | Q    | Q2      | Q1      |
| Singolare | 25 000 $ | 14 000 $ | 8 401 $ | 5 006 $ | 3 400 $ | 2 600 $ | N.D. | 2 251 $ | 1 630 $ |
| Doppio    | 9 000 $  | 5 000 $  | 3 230 $ | 1 980 $ | N.D.    | 1 520 $ | N.D. | N.D.    | N.D.    |

## Campionesse

### Singolare
Patricia Maria Țig ha battuto in finale  Eugenie Bouchard con il punteggio di 2-6, 6-1, 7–6(4).

### Doppio
Alexa Guarachi e  Desirae Krawczyk hanno battuto in finale  Ellen Perez e  Storm Sanders con il punteggio di 6-1, 6-3.